# Molvin James
Pour les articles homonymes, voir James.
Molvin Alfanso James, né le 4 mai 1989 en Antigua-et-Barbuda, est un footballeur international antiguayen évoluant au poste de gardien de but.

## Carrière
Molvin James honore sa première sélection avec l'équipe d'Antigua-et-Barbuda le 1er décembre 2007 lors d'un match amical contre Saint-Christophe-et-Niévès.
Il signe au Antigua Barracuda FC en 2011 pour la première saison du club en USL.

## Statistiques
| Saison                | Club                  | Championnat           | Championnat | Championnat | Coupe(s) nationale(s) | Coupe(s) nationale(s) | Compétition(s) continentale(s) | Compétition(s) continentale(s) | Compétition(s) continentale(s) | Total | Total |
| Saison                | Club                  | Division              | M.          | B.          | M.                    | B.                    | Comp.                          | M.                             | B.                             | M.    | B.    |
| 2011                  | Antigua Barracuda FC  | USL                   | 5           | 0           | 0                     | 0                     | -                              | -                              | -                              | 5     | 0     |
| 2012                  | Antigua Barracuda FC  | USL                   | 16          | 0           | 0                     | 0                     | CFU                            | 2                              | 0                              | 18    | 0     |
| 2013                  | Antigua Barracuda FC  | USL                   | 18          | 0           | 0                     | 0                     | CFU                            | 2                              | 0                              | 20    | 0     |
| Total sur la carrière | Total sur la carrière | Total sur la carrière | 39          | 0           | 0                     | 0                     | -                              | 4                              | 0                              | 43    | 0     |